# Epirhyssa gephyra
Epirhyssa gephyra là một loài tò vò trong họ Ichneumonidae.